# Blacus longipennis
Blacus longipennis är en stekelart som först beskrevs av Johann Ludwig Christian Gravenhorst 1807.  Blacus longipennis ingår i släktet Blacus och familjen bracksteklar. Arten är reproducerande i Sverige. Inga underarter finns listade.